# Sender Policy Framework
Il Sender Policy Framework (SPF) è uno standard di autenticazione email progettato per prevenire la falsificazione degli indirizzi email durante l'invio di messaggi.
Lo scopo principale dello SPF è fornire un meccanismo per verificare l'autenticità dell'origine di un'email, contribuendo così a combattere lo spam e il phishing, inoltre lo SPF consente ai proprietari di domini di specificare, attraverso un record pubblicato nel DNS del loro dominio, quali server sono autorizzati a inviare email a nome del loro dominio.
Questo riduce significativamente il rischio di email contraffatte. Quando un server di posta riceve un'email, esegue una ricerca DNS per recuperare il record SPF associato al dominio del mittente e verifica l'indirizzo IP del server mittente confrontandolo con le informazioni contenute in quel record. Se l'indirizzo IP del server non è autorizzato dal record SPF, il messaggio potrebbe essere considerato sospetto o addirittura rifiutato, a seconda delle politiche implementate dal server ricevente.
L'SPF supporta inoltre istruzioni di controllo come "SOFTFAIL" (ammesso con avvertimento) o "FAIL" (rifiutato), che determinano come gestire le email in base alla corrispondenza tra l'indirizzo IP del mittente e il record SPF. Sebbene SPF sia uno strumento utile per ridurre la falsificazione degli indirizzi email, è spesso utilizzato in combinazione con altri metodi di autenticazione, come DomainKeys Identified Mail (DKIM) e Domain-based Message Authentication, Reporting, and Conformance (DMARC), per migliorare ulteriormente la sicurezza delle email. Questa versione include dettagli aggiuntivi sul funzionamento di SPF e sul suo utilizzo nel contesto della sicurezza delle email.

## Storia
Il concetto alla base di SPF fu menzionato per la prima volta nel 2000, ma divenne realtà solo nel 2002, quando Dana Valerie Lank  pubblicò, in modo indipendente, un abbozzo di specifica SPF nella mailing list “namedroppers” della IETF. Il giorno successivo, Paul Vixie pubblicò la propria versione della specifica SPF sulla stessa lista. Queste pubblicazioni suscitarono un grande interesse, portando alla costituzione del Gruppo di Ricerca Anti-Spam (Anti-Spam Research Group, ASRG) e della corrispondente mailing list, dove l'idea di SPF venne discussa da un gruppo di iscritti che sembrava crescere esponenzialmente di giorno in giorno. Tra le proposte presentate all'ASRG ci furono quelle del “Reverse MX” di Hadmut Danisch e del “Designated Mailer Protocol” di Gordon Fecyk.
Nel giugno del 2003, Meng Weng Wong unì le specifiche RMX e DMP alle modifiche suggerite da altri programmatori. Nei sei mesi successivi, vennero apportati numerosi cambiamenti e una vasta community si mise a lavorare su SPF.
In origine, l'acronimo SPF doveva significare Sender Permitted From e a volte veniva anche chiamato SMTP+SPF; tuttavia, nel febbraio 2004 il suo nome venne cambiato nell'attuale Sender Policy Framework.
All'inizio del 2004, l'IETF creò il gruppo di lavoro MARID e mise insieme le proposte SPF dell'ASRG e CallerID di Microsoft, utilizzandole come basi per ciò che è oggi conosciuto come Sender ID. Dopo il fallimento di MARID, la comunità SPF tornò alla versione originale di SPF e, nel luglio del 2005, la prima versione della specifica venne approvata dall'IESG come esperimento IETF: la community venne invitata a osservare e studiare SPF nei due anni successivi alla pubblicazione. Il 28 aprile 2006 l'RFC SPF venne pubblicato come RFC 4408 sperimentale.

## Principi di funzionamento
Il Simple Mail Transfer Protocol consente a ogni computer di inviare e-mail senza alcuna verifica del mittente: il messaggio può dichiarare di provenire da un qualsiasi indirizzo di origine. Questo aspetto facilita l'operato degli spammer, poiché possono utilizzare indirizzi e-mail falsi, rendendo più difficile la tracciabilità dell'origine di un messaggio e più semplice nascondere la loro vera identità per sottrarsi alle responsabilità. L'uso di indirizzi mittente contraffatti permette ai messaggi di phishing di indurre i destinatari a rivelare informazioni private in risposta a un'e-mail apparentemente inviata da un'organizzazione affidabile, come una banca o un altro fornitore di servizi legittimi.
Il Sender Policy Framework (SPF) consente al proprietario di un dominio di definire le regole per identificare i server autorizzati a inviare e-mail con un indirizzo del mittente appartenente a quel dominio, utilizzando opportuni record TXT del Domain Name System (DNS). I destinatari possono confrontare la provenienza del messaggio con le regole SPF e, in caso di incongruenze, decidere di rifiutare i messaggi in arrivo da origini non autorizzate prima ancora di ricevere il contenuto del messaggio. I principi di funzionamento sono quindi simili a quelli delle "DNS-based blackhole lists" (DNSBL), con l'eccezione che SPF utilizza il sistema di delegazione dell'autorità del Domain Name System. La prassi attuale richiede l'uso di record in formato TXT, proprio come nelle prime implementazioni. Nelle fasi iniziali della definizione, è stato registrato e reso disponibile un nuovo tipo di record (SPF, tipo 99), e l'uso dei record in formato TXT per SPF è stato proposto come meccanismo alternativo di compatibilità per i software DNS che non lo supportavano. L'RFC sperimentale RFC 4408 stabiliva, nella sezione 3.1.1, che "un nome di dominio conforme a SPF dovrebbe avere i record SPF di entrambi i tipi RR". La proposta di standard RFC 7208 afferma che “l'uso di tipi RR alternativi del DNS era supportato nella fase sperimentale di SPF ma è stato successivamente deprecato”.
L'indirizzo del mittente viene inviato all'inizio della comunicazione SMTP, all'interno delle informazioni di consegna del messaggio, detto tecnicamente envelope. Se il mail server verifica che tale dominio non può provenire da quel client, può comunicare un messaggio di rifiuto, facendogli generare un bounce message detto “messaggio di rimbalzo” verso l'indirizzo del mittente originale. L'SPF non previene però la falsificazione dell'indirizzo del mittente indicato nel corpo del messaggio. Gli spammer possono quindi inviare e-mail che possono superare il controllo SPF, se hanno un account in un dominio con una sender policy valida oppure approfittare di un sistema compromesso. Tuttavia, fare ciò rende lo spam più difficile da identificare.
Il principale vantaggio di SPF è che i possessori di indirizzi email utilizzati come mittenti falsificati non ricevono un numero elevato di messaggi di errore indesiderati e risposte automatiche. Quando i destinatari implementano SPF per specificare le fonti legittime dei loro messaggi, i ricevitori possono rifiutare immediatamente le email non autorizzate, riducendo così il fenomeno del backscatter.
L'SPF offre anche ulteriori benefici oltre all'identificazione delle email indesiderate. In particolare, se un mittente fornisce informazioni SPF valide, i ricevitori possono utilizzare risultati SPF positivi insieme a una whitelist per riconoscere i mittenti affidabili. Tuttavia, situazioni come sistemi compromessi o utenti che inviano email condivise possono limitare l'efficacia di questo approccio.

## Le ragioni dell'implementazione
Se un dominio pubblica un record SPF, è meno probabile che spammer e phisher riescano a inviare email fingendo che provengano da quel dominio, poiché le email falsificate vengono catturate con maggiore efficacia dai filtri antispam. Di conseguenza, un dominio protetto da SPF diventa meno attraente per spammer e phisher come indirizzo spoofed (falsificato). Questo riduce la probabilità che l'indirizzo venga inserito in una blacklist dai filtri antispam e, di conseguenza, aumenta le possibilità che le email legittime vengano consegnate correttamente, evitando così falsi positivi nei filtri.

## FAIL e l'inoltro
Lo standard SPF impedisce l'inoltro di messaggi (plain message forwarding). Quando un dominio adotta una politica SPF restrittiva, i messaggi legittimi inviati a destinatari che inoltrano le loro email a terzi possono essere respinti o rimbalzati se si verificano tutte le seguenti condizioni:
1. Chi inoltra il messaggio non modifica il return-path (cammino di ritorno).
2. L'hop[16] successivo non include chi inoltra il messaggio nella propria whitelist.
3. L'hop esegue un controllo SPF.

Questa è una caratteristica necessaria e fondamentale di SPF: i controlli effettuati oltre il "confine" del Mail Transfer Agent (MX) del destinatario possono funzionare solo in modo diretto.Chi pubblica una policy SPF deve essere consapevole del rischio che le email legittime possano essere respinte se non conformi alla policy definita. Pertanto, è consigliabile effettuare dei test fino a ottenere risultati soddisfacenti.

## Test HELO
L'identità HELO è un comando utilizzato nel protocollo SMTP (Simple Mail Transfer Protocol) per avviare una sessione di invio email. Quando un client di posta elettronica si connette a un server di posta, invia il comando HELO seguito dal nome del dominio o dall'indirizzo IP del client stesso. Questo serve a identificare il mittente al server ricevente, stabilendo così una connessione tra i due. Quando un messaggio di errore o una risposta automatica utilizza un Return-Path vuoto, è necessario eseguire un controllo SPF sull'identità HELO.
Esempio di Return-Path vuoto
1. Invio dell'email: Tu invii la stessa email a "cliente@example.com".
2. Errore di consegna: Il server non riesce a consegnare l'email perché l'indirizzo è errato.
3. Return-Path vuoto: In questo caso, il server non ha un Return-Path specificato, di solito contiene l'email del mittente al a cui vengono inviate le notifiche relative agli errori di consegna. Questo indirizzo è utilizzato dai server di posta per restituire messaggi di errore quando un'email non può essere consegnata, ad esempio a causa di un indirizzo errato o di un account bloccato (ad esempio, potrebbe essere configurato male o non impostato affatto).
4. Messaggio di errore: Poiché il Return-Path è vuoto, il server non sa dove inviare il messaggio di errore e quindi non ti informa della mancata consegna.

Questo controllo è importante per garantire che l'identità del server che invia il messaggio sia autentica.Se viene utilizzata un'identità HELO falsificata, il risultato del controllo SPF sarà "NONE", il che non fornisce alcuna protezione.
Tuttavia, se l'identità HELO è associata a nomi di host validi nel record SPF, allora il controllo può effettivamente proteggere l'identità HELO. Questa funzionalità è stata sempre supportata come opzione per i destinatari e le specifiche più recenti di SPF raccomandano di verificare sempre l'HELO.
Questa verifica consente ai destinatari di inserire determinati mittenti in una whitelist se il risultato del controllo HELO è "PASS", oppure di respingere tutte le email se il risultato è "FAIL". Inoltre, questo meccanismo può essere integrato in sistemi di reputazione, poiché sia le whitelist che le blacklist sono esempi di sistemi di reputazione. Questa versione mantiene i concetti originali ma li presenta in modo più diretto e comprensibile.

## Implementazione
La conformità agli standard SPF comprende tre attività correlateː
- Pubblicare una politica (policy): I domini e gli host specificano quali server possono inviare email a loro nome, assicurando che le comunicazioni siano riconosciute come legittime e provenienti da fonti autorizzate. Fanno ciò aggiungendo record addizionali alle loro informazioni DNS già esistenti: Ogni nome di dominio o host che possiede un record di tipo A (A record) o un record di tipo MX (MX record) è in grado di gestire la posta elettronica e dovrebbe avere anche un record SPF. Il record A serve a mappare un nome di dominio a un indirizzo IP, permettendo ai browser di localizzare il server web associato al dominio. D'altra parte, il record MX è fondamentale per l'instradamento delle email, poiché indica ai server di posta come e dove inviare i messaggi per quel dominio, garantendo così la corretta consegna delle email.
- Questo è particolarmente importante se il dominio viene utilizzato per inviare email o come parte dell'argomento HELO/EHLO durante la comunicazione con i server di posta. Il record SPF definisce quali server sono autorizzati a inviare email per quel dominio, contribuendo a prevenire la falsificazione dell'indirizzo del mittente.
- Record SPF per host non utilizzati per l'invio di email: Gli host che non inviano email dovrebbero pubblicare un record SPF che indichi qualcosa come "v=spf1 -all". Questa configurazione è altamente raccomandata per validare il record SPF tramite strumenti di testing disponibili sul sito del progetto SPF.
- Utilizzo delle informazioni SPF da parte dei destinatari: I destinatari delle email eseguono query DNS semplici e ordinarie, che sono spesso memorizzate nella cache per migliorare le prestazioni. Interpretano le informazioni SPF come specificato nel record e agiscono in base al risultato ottenuto.
- Gestione dell'inoltro delle email: L'inoltro di email non formattate non è consentito da SPF. Le alternative per gestire l'inoltro includono:
  - Remailing: Sostituire il mittente originale con uno appartenente al dominio locale.
  - Refusing: Rifiutare l'email, restituendo un messaggio di errore come "551 User not local; please try user@example.com".
  - Whitelisting: Aggiungere il server di destinazione a una lista bianca per evitare rifiuti futuri di messaggi inoltrati.
  - Sender Rewriting Scheme (SRS): Utilizzare un meccanismo che modifica l'indirizzo del mittente per risolvere problemi legati ai reindirizzamenti[17]

Pertanto, la questione centrale nell'ambito dei record SPF riguarda le specifiche relative alle informazioni DNS che i set di domini e destinatari utilizzano. I record riportati di seguito sono formulati secondo la sintassi standard dei DNSː
```
example.com. IN TXT "v=spf1 ip4:192.0.2.0/24 ip4:198.51.100.123 a -all"
```

"v=" definisce la versione di SPF utilizzata. Le parole che la seguono forniscono i meccanismi da usare per determinare se un dominio è idoneo a spedire le email. "ip4" e "a" specificano i sistemi che hanno il permesso di spedire messaggi per il dominio dato. L'"-all" alla fine specifica che, se il meccanismo appena definito non ha prodotto risultati, il messaggio dovrebbe venire respinto.

## Meccanismi
Sono definiti otto meccanismi:
| ALL      | Lo standard di autenticazione email SPF verifica sempre gli indirizzi IP dei server di posta in uscita. Quando un indirizzo non corrisponde a nessuno dei criteri precedentemente definiti, osia alle regole e alle autorizzazioni specificate nel record SPF di un dominio, viene applicato il risultato di default, come ad esempio -all, che indica che tutti gli IP non autorizzati sono considerati non validi per l'invio di email per quel dominio. |
| A - AAAA | Se il nome di dominio ha un record di indirizzo (A per IPV4 o AAAA per IV6) che corrisponde all'indirizzo IP del mittente, l'email è considerata valida. In altre parole, il sistema verifica se il server che ha inviato l'email è autorizzato a farlo controllando le informazioni DNS del dominio. |
| IP4      | Se il mittente è in un range di indirizzi IPV4 dato, fa il match, ovvero che c'è una corrispondenza tra l'indirizzo IP del mittente e quelli autorizzati, confermando così che il mittente è legittimo. |
| IP6      | Se il mittente è in un range di indirizzi IPV6 dato, fa il match, ovvero che c'è una corrispondenza tra l'indirizzo IP del mittente e quelli autorizzati, confermando così che il mittente è legittimo. |
| MX       | Se il nome di dominio ha un record MX che corrisponde all'indirizzo IP del mittente, significa che l'email proviene da uno dei server di posta autorizzati per quel dominio. In questo contesto, "fare il match" indica che c'è una corrispondenza tra l'indirizzo IP del mittente e i server di posta specificati nel record MX del dominio, confermando così la legittimità dell'email in arrivo. |
| PTR      | Se il nome di dominio ha un record PTR per l'indirizzo del client, significa che il server DNS può risolvere l'indirizzo IP del client in un nome di dominio. Se questo nome di dominio corrisponde a quello specificato nel record SPF, si verifica un "match", ovvero una corrispondenza, che indica che l'email proviene da una fonte autorizzata. Tuttavia, questo meccanismo è stato abbandonato a causa della sua lentezza e inaffidabilità, e non dovrebbe più essere utilizzato. |
| EXISTS   | Se il nome di dominio si "risolve" verso qualsiasi indirizzo, significa che il server DNS è in grado di trovare un indirizzo IP associato a quel dominio. Se l'indirizzo IP del mittente corrisponde a quello ottenuto, si verifica un "match", ovvero una corrispondenza, che indica che l'email proviene da una fonte autorizzata. Questo meccanismo è utilizzato raramente. Insieme alle macro di parametri SPF, consente di creare match più complessi, come ad esempio le query DNSBL (DNS-based Blackhole List), che aiutano a identificare indirizzi IP noti per inviare spam. |
| INCLUDE  | Il meccanismo SPF consente di fare riferimento alla politica di un altro dominio attraverso la direttiva include. Quando un dominio include un altro dominio nel suo record SPF, significa che accetta le regole di autenticazione di quel dominio. Se la politica del dominio incluso è valida e accettabile, allora anche il meccanismo di inclusione viene considerato valido.Tuttavia, se la politica del dominio incluso non supera il controllo (ad esempio, se fallisce), il processo di verifica continua con gli altri meccanismi definiti nel record SPF originale. Questo approccio permette una certa flessibilità nella gestione delle politiche di invio delle email tra domini diversi.Per delegare completamente l'autenticazione a un'altra politica di dominio, si utilizza l'estensione di reindirizzamento (redirect). Questa estensione consente al dominio originale di delegare completamente la responsabilità dell'autenticazione a un altro dominio, rendendo quest'ultimo il principale punto di riferimento per le verifiche SPF. In questo modo, se il dominio reindirizzato ha una politica valida, tutte le email inviate da quel dominio saranno automaticamente considerate legittime. |

## Qualificatori
Ogni meccanismo SPF può essere combinato con uno dei quattro qualificatori:
- +: indica un risultato PASS (test superato). Questo qualificatore può essere omesso; ad esempio, +mx è equivalente a mx.
- ?: indica un risultato NEUTRAL. Questo viene interpretato come NONE (nessuna politica), il che significa che non si può determinare se l'email è autorizzata o meno.
- ~ (tilde): indica un risultato SOFTFAIL, che serve come aiuto per il debugging. Rappresenta un risultato intermedio tra NEUTRAL e FAIL. Tipicamente, i messaggi che ricevono un SOFTFAIL vengono accettati ma contrassegnati come potenzialmente sospetti.
- - (meno): indica un risultato FAIL (fallimento). In questo caso, l'email dovrebbe essere respinta, poiché non proviene da una fonte autorizzata.

## Modificatori
I modificatori SPF sono progettati per consentire future estensioni al framework. Attualmente, solo due modificatori definiti nell'RFC 4408 sono stati ampiamente adottati:
- exp=some.example.com: Questo modificatore restituisce il nome di un dominio che contiene un record TXT nel DNS. Questo record viene interpretato utilizzando la macro parametrizzazione SPF fornendo una messaggio esplicativo per i risultati di tipo FAIL. Tipicamente, il record contiene un URL aggiunto al codice di errore SMTP per fornire ulteriori dettagli sul motivo del fallimento. Tuttavia, questa funzionalità è utilizzata raramente.
- redirect=some.example.com: Questo modificatore può sostituire il meccanismo ALL e permette di collegarsi al record di policy di un altro dominio. Utilizzando redirectsi semplifica la comprensione rispetto all'uso del meccanismo INCLUDE, poiché consente di delegare completamente l'autenticazione a un altro dominio senza dover specificare ulteriori meccanismi.

Questi modificatori offrono flessibilità nella gestione delle politiche SPF, ma la loro implementazione deve essere effettuata con attenzione per garantire l'efficacia del sistema di autenticazione delle email.

## Gestione dell'errore
Non appena le implementazioni del Sender Policy Framework (SPF) individuano errori di sintassi in una sender policy (politica del mittente), devono interrompere la valutazione e restituire un risultato di PERMERROR. Questo significa che il record SPF non è valido e non può essere utilizzato. Inoltre, devono ignorare i meccanismi errati che non possono funzionare come previsto; per esempio, include:bad.example e redirect=bad.example generano anch'essi un PERMERROR.
Un'altra misura di protezione prevede un limite massimo di dieci meccanismi di verifica DNS. Questo limite si applica a tutti i meccanismi, ad eccezione di IP4, IP6 e ALL. Le applicazioni possono interrompere la valutazione restituendo un esito di SOFTERROR se il tempo necessario per completare la verifica supera una soglia prestabilita, oppure se una verifica DNS scade (timeout). Tuttavia, devono restituire un PERMERROR se la procedura richiede, direttamente o indirettamente, più di dieci verifiche DNS. Ogni uso di redirect= conta anche verso questo limite.
Una tipica politica SPF potrebbe essere scritta come v=spf1 a -all. Questa configurazione può eseguire fino a tre richieste DNS: (1) una richiesta per il record TXT, (2) una richiesta per il record SPF (che è stato reso obsoleto dall'RFC 7208), e (3) una richiesta per i record A o AAAA. Quest'ultima richiesta conta come primo valore verso il limite di dieci. In questo esempio, è anche l'ultima richiesta, poiché ALL non richiede ulteriori ricerche DNS.
Come abbiamo già illustrato in precedenza la Sender Policy Framework (SPF) è un sistema di autenticazione delle email progettato per prevenire la falsificazione degli indirizzi email. Il PERMERROR è un errore permanente che indica che il record SPF è sintatticamente errato o non valido. Il SOFTERROR è un errore temporaneo che indica problemi nella valutazione, ma non invalida il record SPF, il DNS (Domain Name System) è un sistema che traduce nomi di dominio in indirizzi IP. L'RFC (Request for Comments) sono documenti pubblicati da esperti del settore che definiscono standard e protocolli per Internet.

## Controversie
Nel 2004, quando il ricercatore nel campo della sicurezza informatica Steven Michael Bellovin scrisse una e-mail che trattava delle sue preoccupazioni relative a SPF. Le più significative sono:
- La SPF (Sender Policy Framework) originariamente utilizzava record TXT nel DNS, progettati per contenere testo in formato libero, senza una specifica semantica. I sostenitori dell' SPF riconobbero che sarebbe stato preferibile avere record appositamente dedicati, ma questa scelta fu fatta per consentire una rapida implementazione del protocollo. Nel luglio del 2005, La IANA (Internet Assigned Numbers Authority) assegnò il Return Record di tipo 99 a SPF. Tuttavia, l'uso di record SPF dedicati è stato successivamente abbandonato. A partire dal 2016, è ancora necessario utilizzare i record TXT per configurare le politiche SPF..[12]
- Quando Steve Michael Bellovin sollevò dubbi sull'adozione del Sender Policy Framework (SPF), non c'era ancora un generale consenso sulla sua efficacia come soluzione per l'autenticazione delle email. Alcuni dei principali provider di servizi email non avevano ancora implementato SPF nei loro sistemi. Finché questi provider non adotteranno SPF, il protocollo SPF non sarà utile né per i loro clienti, che rappresentano una parte significativa della popolazione di utentR, né per altri, poiché gli indirizzi email potrebbero continuare a essere contraffatti. È importante notare che, da quando questa preoccupazione è stata espressa, servizi come Google Mail e AOL hanno adottato la politica SPF..[20]
- Le forti preoccupazioni di Bellowin riguardavano le ipotesi alla base di SPF, ovverosia al suo "modello semantico". Quando si utilizza SPF, i record DNS SPF determinano come ad un mittente è consentito inviare messaggi, il che significa che è compito del proprietario del dominio controllare come i mittenti sono autorizzati a inviare i messaggi. Le persone che fanno uso di indirizzi di posta elettronica "portatile" (come ad esempio indirizzi di posta elettronica creati da organizzazioni professionali) saranno tenuti a utilizzare il mittente SMTP del dominio del proprietario, che può anche non esistere. Le organizzazioni che forniscono questi indirizzi "portatili" potrebbero tuttavia creare i propri agenti di invio della posta (mail submission agents, MSAS)[21] (RFC 6409) o offrire VPN o semplicemente non pubblicare un record SPF. Inoltre, SPF lega solo l'SMTP Return-Path a MSA consentiti; gli utenti sono ancora liberi di utilizzare i loro indirizzi RFC 5322[22] altrove.

Ci sono altre preoccupazioni circa l'impatto di un uso diffuso di SPF, in particolare l'impatto sulle varie forme legittime di email spoofing, come i servizi di spedizione, l'uso del SMTP da parte di persone con identità multiple, e altro (come esempio, una persona che utilizza i server SMTP del proprio ISP a casa per inviare la posta con la loro e-mail del lavoro come indirizzo). D'altra parte, molti di questi usi possono essere "previsti" ma non "legittimi". In una certa misura questa è più una questione di proprietà e aspettative piuttosto che una questione tecnica.
Il gruppo di lavoro IETF spfbis, con il compito di rielaborare le specifiche SPF puntando per lo stato "Proposta di standard" in una nuova RFC, durante l'aprile 2013 sembrava aver raggiunto un consenso per quanto riguarda il fatto di eliminare l'SPF tipo 99 a favore di un utilizzo continuo di record TXT. Le persone del gruppo di lavoro DNSEXT si opposero fortemente a questo in una serie di discussioni email che riguardavano spfbis, dnsext e la discussione IETF in generale. Il capo del gruppo di lavoro spfbis, richiese di porre fine a quel torrente di proteste, dal momento che la discussione sul tipo di record (RRTYPE), nel gruppo di lavoro, era già stata risolta molto tempo fa (una mossa che è stata vista come un tentativo di mettere a tacere le proteste da parte di alcuni puristi DNS). Un progetto indipendente è stato proposto più tardi, e documenta come la ricorsione spuria di record TXT caratterizza l'attuale Internet.

## Distribuzione
Software anti-spam come SpamAssassin versione 3.0.0 e ASSP implementano il protocollo SPF. Molti mail transfer agent (MTA) supportano direttamente SPF, tra cui Courier, CommuniGate Pro, Wildcat, MDaemon, e Microsoft Exchange; altri, come Postfix, Sendmail, Exim, qmail, e Qpsmtpd, offrono patch o plug-in disponibili per il supporto di SPF. A partire dal 2013, oltre sette milioni di domini hanno adottato politiche SPF con il risultato FAIL -all.
Nell'agosto del 2005, è stato annunciato che EarthLink non avrebbe consentito ai domini ospitati di inserire record SPF.
In un sondaggio pubblicato nel 2007, il 5% dei domini .com e .net risultava avere qualche tipo di politica SPF. Nel 2009, un'indagine condotta da Nokia Research ha riportato che il 51% dei domini testati specificava una politica SPF. Questi risultati includevano anche politiche semplici come v=spf1 ?all. Nell'aprile del 2007, BITS, una divisione del Financial Services Roundtable, pubblicò raccomandazioni di sicurezza per le email destinate ai suoi membri, tra cui l'adozione di SPF.
Nel 2008, il Messaging Anti-Abuse Working Group (MAAWG) pubblicò un documento sull'autenticazione delle email, che trattava anche di SPF, ID del mittente e DomainKeys Identified Mail (DKIM). Nel proprio documento "Sender Best Communication Practices", il MAAWG affermava: "Per lo meno, i mittenti dovrebbero incorporare record SPF per i propri domini di posta".